# Ludwig Massie
Ludwig Ernst Massie (* 20. Februar 1862 in Mariendorf, Landkreis Kassel; † 16. Februar 1928 in Niederzwehren) war ein deutscher Kommunalpolitiker und Abgeordneter des Provinziallandtages der preußischen Provinz Hesse-Nassau.

## Leben
Ludwig Ernst Massie studierte in den Jahren 1879 bis 1882 am Lehrerseminar in Homburg und war bis Oktober 1894 als Lehrer in Langenhain (Kreis Eschwege) tätig. Er wechselte nach Niederzwehren, wo er am 1. April 1901 zum ersten hauptamtlichen Bürgermeister gewählt wurde. In diesem Amt blieb er bis zum Jahre 1925.
1917 erhielt er ein Mandat für den Kurhessischen Kommunallandtag des Regierungsbezirks Kassel, aus dessen Mitte er zum Abgeordneten des Provinziallandtages der Provinz Hessen-Nassau bestimmt wurde. Er blieb bis 1919 in dem Parlament.
In dem Kasseler Stadtteil Niederzwehren ist eine Straße nach ihm benannt worden.